# Tanacetum tenuissimum
Tanacetum tenuissimum là một loài thực vật có hoa trong họ Cúc. Loài này được (Trautv.) Grossh. miêu tả khoa học đầu tiên năm 1949.